# Hinako Takanaga
Hinako Takanaga (jap. 高永 ひなこ, Takanaga Hinako; * 16. September 19xx) ist eine japanische Manga-Zeichnerin und Illustratorin. Ihre Werke konzentrieren sich auf homosexuelle Beziehungen zwischen Männern, sind also Boys-Love-Manga. Die Hauptfiguren ihrer sich vorrangig an ein weibliches Publikum richtenden Geschichten, oft Komödien, sind Bishōnen.

## Biografie
Takanaga begann mit zehn Jahren mit dem Zeichnen. Nachdem sie einige Zeit bei einem Versandhandel gearbeitet und eine Zeichenschule besucht hatte, startete sie ihre Karriere als Comiczeichnerin. Sie nahm an einem Wettbewerb des Hakusensha-Verlages teil und gewann einen Newcomer-Preis. Für diesen Verlag arbeitete sie in der folgenden Zeit ausschließlich und veröffentlichte ihr erstes Werk als professionelle Zeichnerin 1996 mit der ersten Episode der Manga-Serie Küss mich, Student!.
Seit der Einstellung des Manga-Magazins Hanamaru Manga im Jahr 1999, in dem Takanaga bei Hakusensha ihre Werke veröffentlichte, zeichnet sie für mehrere Verlage gleichzeitig. Küss mich, Student! wurde wegen der Probleme mit Hakusensha zunächst nicht fortgeführt und endete erst 2004 nach ungefähr 730 Seiten. Der Abschlussband erschien kurz nach der Vollendung des aus 450 Seiten in drei Bänden bestehenden Mangas Kleiner Schmetterling, der ab 2001 im Manga-Magazin Gush bei Kaiōsha erschienen ist und die Liebesgeschichte eines ruhigen Fünfzehnjährigen mit einem beliebten Mitschüler thematisiert. Während Kleiner Schmetterling einen ernsteren Grundton anschlägt, ist Küss mich, Student! komödiantisch. Darin verlieben sich ein naiver Student und ein Angestellter ineinander, deren Glück vom cholerischen älteren Bruder des Studenten gestört wird, der einen fatalen Schwulenhass aufweist, bis er sich schließlich selbst in einen Kollegen an seiner Universität verliebt.
Seit 2004 werden einige Werke der Autorin bei Kaiōsha neu aufgelegt. Sie arbeitete jedoch auch für unter anderem Biblos, Gentōsha und Kadokawa Shoten. Zurzeit zeichnet Takanaga an Verliebter Tyrann und weiteren Mangas für Magazine wie Gush und Asuka Ciel.
Tokyopop verlegte ab August 2005 Kleiner Schmetterling auf Deutsch. Da sich der Manga als erfolgreich herausstellte, publizierte der Verlag auch Küss mich, Student!, Verliebter Tyrann, Verliebt in Osaka, Skizzen der Liebe und Traumboyz sowie Romane, zu denen Takanaga die Coverillustrationen anfertigte. Der Verlag holte die Zeichnerin 2007 zur Leipziger Buchmesse nach Deutschland.

## Werke (Auswahl)
- Küss mich, Student! (合格祈願, Gōkaku Kigan → チャレンジャーズ, Charenjāzu für Challengers), 1996–2004 (4 Bände)
- Kleiner Schmetterling (リトル・バタフライ, Ritoru Batafurai für Little Butterfly), 2001–2004 (3 Bände)
- Bittersüße Erkenntnis (勉強しなさい! Benkyō shinasai!), 2002
- K.O. vor Glück, 2009 (Love Round!!), 2003 (Einzelband)
- Traumboyz (デキる男が好きなんだ!, Dekiru Otoko ga Suki Nanda!), 2003 (Einzelband)
- Verliebt in Osaka (リバティ☆リバティ!, Ribati Ribati! für Liberty Liberty!), 2003–2004 (Einzelband)
- Oboresō na Shōdō (溺れそうな衝動), 2004
- Skizzen der Liebe (Croquis), 2004 (Einzelband)
- Verliebter Tyrann (恋する暴君, Koisuru Bōkun), seit 2005 (11 Bände)
- Gezielte Verführung (きみが恋に堕ちる, Kimi ga Koi ni Ochiru), 2005–2006 (Einzelband)
- Ohne viele Worte (不器用なサイレント, Bukiyō na Silent), 2006–2015 (5 Bände)
- Des Teufels Geheimnis (アクマのひみつ, Akuma no Himitsu), 2007 (Einzelband)
- Gezieltes Verlangen (きみが恋に溺れる, Kimi ga Koi ni Oboreru), 2008 (3 Bände)
- Punkt der Umkehr (ターニングポイント), 2009 (Einzelband)
- Gezielte Verwirrung (きみが恋に乱れる Kimi ga Koi ni Midareru), 2012–2014 (2 Bände)
- Die Blume und der Schmetterling (花と蝶 Hana to chou), 2016 (Einzelband)
- Mein König (Light Novel von Naka Misawa)
- Operation Liebe (Light Novel von Mari Asami)
- Gefesselt in Liebe (Light Novel von Jinko Kitazawa)

Von Hinako Takanaga erschien auch das Artbook Kleiner Schmetterling & mehr, das im Juni 2014 auf Deutsch herauskam, sowie ein Artbook zu Verliebter Tyrann, das im November 2014 auf Deutsch erschien.